# Bonnaya estaminodiosa
Bonnaya estaminodiosa är en tvåhjärtbladig växtart som beskrevs av Blatter och Hallb.. Bonnaya estaminodiosa ingår i släktet Bonnaya och familjen Linderniaceae. Inga underarter finns listade i Catalogue of Life.